# Pěnčín (Libereci járás)
Pěnčín település Csehországban, Libereci járásban. Pěnčín Radimovice, Čtveřín, Svijany, Svijanský Újezd, Vlastibořice, Příšovice és Soběslavice településekkel határos. Lakosainak száma 714 fő (2024. január 1.).

## Népesség
A település lakosságának változását az alábbi diagram mutatja:
| Lakosok száma | 1037 | 1093 | 1053 | 736  | 589  | 594  | 672  | 693  | 707  | 714  |
|               | 1869 | 1890 | 1921 | 1950 | 1980 | 2001 | 2017 | 2019 | 2022 | 2024 |